# Vauxhall 10-4
La Vauxhall 10-4, petite voiture familiale, fut produite par le constructeur britannique Vauxhall sur une période s'étendant de 1937 à 1947. 

## Description
Présentée au public lors du Salon de l'automobile de Londres en octobre 1937, elle se distingua par sa carrosserie monocoque, une innovation pour l'époque. La livraison du premier modèle à un client particulier eut lieu dès le 1er novembre 1937.
Une innovation de structure, conforme au modèle établi en 1935 par la filiale allemande de General Motors, fut l'adoption de la construction monobloc (sans châssis séparé) pour la Ten. Selon Maurice Platt, qui, après une carrière de journaliste technique, intégra Vauxhall en 1937 (où il occupa le poste d'ingénieur en chef de 1953 à 1963), la Vauxhall Ten devint, au sein de l'entreprise, synonyme de véhicule requérant un investissement colossal : un million de livres sterling, somme reflétant l'ampleur des outillages nécessaires à la production de ce nouveau modèle.

La Vauxhall 10-4 fut dénommée, au sein des usines, type H, son successeur d'après-conflit mondial étant codifié HIY. Une déclinaison de ce modèle, dotée d'une cylindrée supérieure, fut également produite sous l'appellation 12-4. Parallèlement, un utilitaire léger, dérivé de cette plateforme, fut commercialisé sous l'enseigne Bedford HC. Ce dernier, équipé d'une mécanique identique à celle de sa version particulière, affichait une capacité de chargement de 305 kilogrammes.

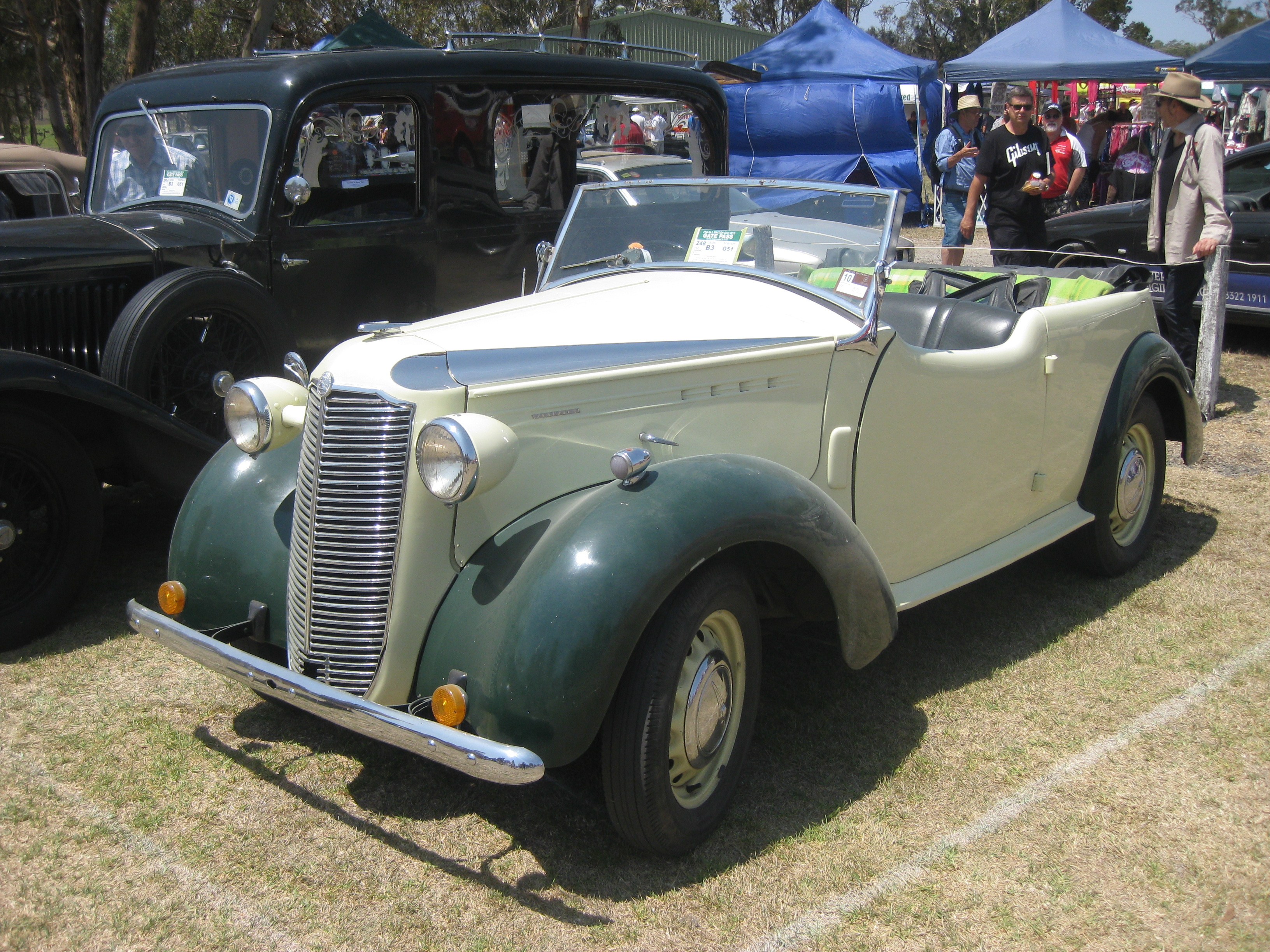
Vauxhall Wyvern Caleche H Type 1948 de fabrication australienne

## Indonésie
À partir de 1939, les usines de General Motors donnèrent naissance au modèle 10-4, lequel fut par la suite diffusé dans toutes les régions de l'Asie du Sud-Est.